# Fernand Waleffe
Pour les articles homonymes, voir Waleffe.
 (décembre 2019).
Si vous disposez d'ouvrages ou d'articles de référence ou si vous connaissez des sites web de qualité traitant du thème abordé ici, merci de compléter l'article en donnant les références utiles à sa vérifiabilité et en les liant à la section « Notes et références ».
Fernand Waleffe (de son vrai nom Fernand Benjamin Justin) né le 13 avril 1870 à Chênée en Belgique et mort le 24 mai 1954 à Bruxelles, est un magistrat belge. 
Il est docteur en droit et magistrat colonial au Congo.

## Biographie
Il obtient son diplôme universitaire de docteur en droit à l'âge de 26 ans, soit en 1896, à l'université de Liège. 
Après avoir obtenu son diplôme, il se rend au Congo en 1896, notamment sur recommandation du roi Léopold II, pour exercer ses fonctions. Il poursuit sa carrière au Congo de 1896 à 1906.
Une fois sur place, il devient rapidement substitut du Procureur du Roi puis juge en 1898. Un an plus tard il devient le Procureur d'État de l'État indépendant du Congo du 6 mars 1899 au 2 novembre 1901 d'une part, et du 29 mai 1902 au 14 juin 1904 d'autre part.
Il retourne en Belgique et conclut ainsi sa carrière au Congo en 1906 afin de soigner sa femme qui était tombée malade.
De retour en Belgique en 1906, il continue sa carrière de magistrat en étant tout d’abord juge au Tribunal de première instance, ensuite conseiller à la Cour d’appel, et enfin Président de la Cour d'assises de Liège.
Il devient également vice-président du Conseil colonial du Congo en raison des services rendus à la colonie belge, et président de la Cour de cassation en 1945.
Il abandonne ses fonctions en 1950 à l'âge de 80 ans.

### Engagements
Fernand Waleffe est un patriote actif durant la Première Guerre mondiale. En effet, il est emprisonné dans les camps de l'ennemi durant plus de trois ans. Son patriotisme se reflète aussi à travers une de ses interviews qu'il accorda à la Revue coloniale belge le 15 juillet 1953 dans laquelle il soutient le roi Léopold II et répond aux critiques formulées à l'égard des colonies belges (critiques formulées notamment par le célèbre écrivain Arthur Conan Doyle).

### Vie privée
Fernand Waleffe, issu d'une famille nombreuse, est le fils d'un instituteur communal.
Entre 1901 et 1902, il se marie (le nom de son épouse n'est pas connu à ce jour). Lors de son séjour au Congo, son épouse reçoit la médaille commémorative du Congo ainsi que la médaille d'or de l'Ordre royal du Lion. Elle décède le 20 août 1953.
Son fils est professeur ordinaire à l'Université libre de Bruxelles.

## Affaires judiciaires

### Contexte historique
À la suite de la conférence de Berlin en 1884, l'Afrique est partagée entre les puissances colonisatrices. Un territoire qui deviendra plus tard l'État indépendant du Congo revient au roi des Belges, Léopold II.
Une partie importante de l'histoire de l'État indépendant du Congo se concentre sur le scandale du caoutchouc rouge, c'est-à-dire la mise au jour de l'exploitation des Congolais sous le règne de Léopold II. Ce scandale a également une autre appellation : l'affaire des mains coupées ; en effet, les soldats coupaient les mains des Congolais qui n’obéissaient pas ou qui exécutaient mal ce qui leur était demandé. « Au même moment, les juristes s'efforcent, notamment sous la pression de l'ONU, de justifier la philosophie de l’amendement individuel aux colonies en introduisant notamment la formation dans le système pénitentiaire des adultes et des mineurs comme l’indiquent deux recherches récentes sur le Congo belge. »
En 1960, l'indépendance du Congo est proclamée, à ce moment précis la plupart des troupes belges (médecins et magistrats) qui demeurent au Congo rentrent en Belgique : « Le départ des magistrats est le coup le plus terrible qui a été porté au Congo en juillet. C'est bien plus grave que l’absence de médecins. Il s'agit, en effet, du fondement de la société, et c'est l'absence de justice qui fait que nous vivions en anarchie », déclare Antoine Sohier.
Il y eut également une commission d’enquête en 1904 sous la pression de l’opinion publique ; Fernand Waleffe témoigna des atrocités qu'il avait vues durant ses fonctions.

### Principales affaires judiciaires
La carrière professionnelle de Fernand Waleffe débute à la fin du XIXe siècle. À cette période, il obtient son diplôme de docteur en droit et en 1896, il part exercer ses fonctions au Congo.
Durant sa période où il travaille dans l'État indépendant du Congo (EIC), il est successivement nommé substitut du Procureur du Roi, juge et Procureur d’État et ce de 1898 à 1899.
Alors qu'il exerce ses fonctions de juge à Matadi, Fernand Waleffe nous rapporte qu’il avait rendu un jugement dans une affaire concernant les travaux ferroviaires. En 1897, il condamne « un Blanc » ayant porté des coups à un travailleur, entraînant la mort de ce dernier. Fernand Waleffe condamne ainsi le détenu à deux ans de servitude pénale. Son jugement a été frappé d’appel cependant la Cour d’Appel a statué en recours confirmant le jugement rendu par Fernand Waleffe.
Quelques années plus tard, vers 1900, Fernand Waleffe s'attaque à la fameuse affaire de la Société commerciale Anversoise aussi appelée « l’affaire de la Mongala » car ladite société était installée dans le bassin de la rivière Mongala. Cette affaire, qui est l’une des plus connues et les plus graves de l’histoire de l'EIC, concerne des agents de la société commerciale Anversoise jugés pour avoir commis des crimes, des massacres ainsi que des traitements inhumains envers les travailleurs locaux. « Au cours de la seconde moitié du XIXe siècle, le Bas-Congo a vu s'implanter des compagnies commerciales qui ont installé des factoreries de l'embouchure du Congo jusqu'aux cataractes. Leur personnel échappe à toute juridiction et fait littéralement la loi ».
Les agents de la société, dont la principale activité est notamment l’exploitation du caoutchouc et de l’ivoire, auraient emprisonné et laissé mourir de faim des villageois car ceux-ci n’auraient pas apporté la quantité de caoutchouc demandée. Les prisonniers n’avaient droit à un repas qu’après avoir rapporté suffisamment de caoutchouc.
Cependant, à l'époque, Fernand Waleffe, qui est alors procureur d’État et chef du Parquet, engage les poursuites contre les agents de la société. Il procède par la suite à toute la phase de l'instruction et poursuit les prévenus devant le tribunal de première instance. Les agents furent par la suite condamnés par le tribunal d’appel à des peines allant de dix à quinze ans de prison.

## Publications
- La réparation des accidents du travail et des maladies professionnelles au Congo belge et au Ruanda, 1948.
- Répertoire décennal de la jurisprudence belge, vol. 1 à 4.
- Note sur l’assurance de la contrebande, bulletin des assurances, février 1940, 78 p.
- La sécurité sociale au Congo belge et au Ruanda Urundi, Bulletin des assurances, avril 1951, 119 p.
- « La coordination des services de prévention contre les accidents », Revue du travail ministre de l’emploi et du travail,‎ décembre 1948, p. 3 à 8.
- « Considération sommaire sur le droit social en Afrique au sud du Sahara », Revue belge de sécurité sociale,‎ juin 1962, p. 793 à 807.
- L’évolution sociale au Congo belge : Les journées socialistes des 21 et 22 novembre 1953 organisées à Huyzingen avec la collaboration de la commission coloniale, Fondation L. de Brouckère, 1953.
- Technique et législation des assurances. Assurances terrestres, maritimes et sociales…, Bruxelles, éditions comptables, commerciales et financières, 1946.
- L’action directe contre l’assureur en matière d’accidents du travail, Bulletin des assurances, septembre 1942, 91 p.
- « Assurances privées et assurances sociales », Revue de l’université de Bruxelles,‎ 1954, p. 419 à 431.

## Distinctions
- Grand-croix de l'ordre de Léopold II
- Grand officier de l'ordre de Léopold 1er
- Grand officier de l'ordre de la Couronne
- Commandeur de l'étoile africaine
- Commandeur de l'ordre royal du Lion[5]